# Phosphaenopterus montandoni
Phosphaenopterus montandoni is een keversoort uit de familie glimwormen (Lampyridae). De wetenschappelijke naam van de soort werd voor het eerst geldig gepubliceerd in 1900 door Bourgeois.